# Fornuft og færdsel
Fornuft og færdsel er en dansk dokumentarfilm fra 1960, der er instrueret af Kent Hansen.

## Handling
En gennemgang med demonstrationer af de vigtigste bestemmelser i færdselsloven.